# Ursäkta, var är arvet?
Ursäkta, var är arvet? (engelska Splitting Heirs) är en brittisk komedi från 1993 i regi av Robert Young med Eric Idle och Rick Moranis i huvudrollerna. Filmen hade svensk DVD-premiär den 20 oktober 2010.

## Handling

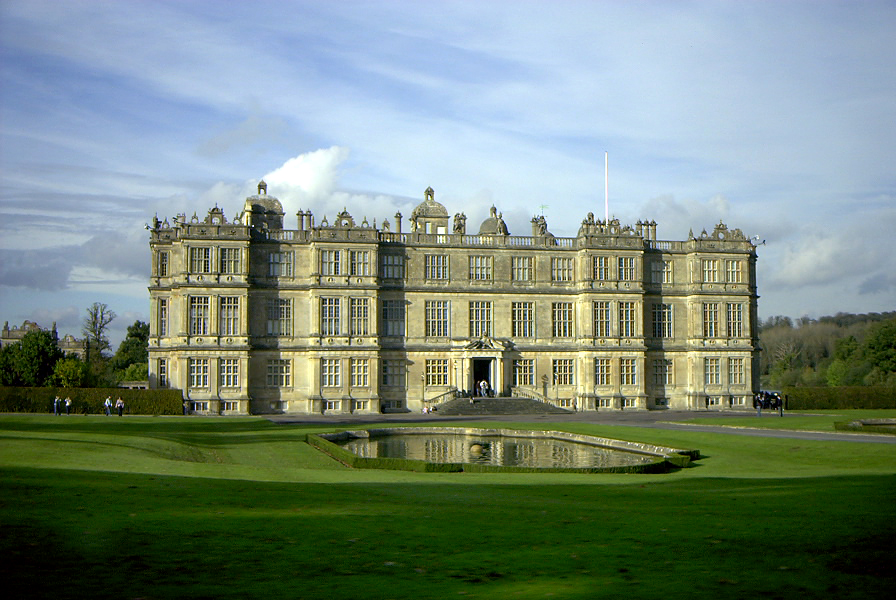
Slottet Longleat, som används som Duke of Bournemouth's gods i filmen.

Den aristokratiska familjen Duke of Bournemouth har alltid drabbats av svåra olyckor, så de tror själva att de har en förbannelse över sig. När den senaste arvingen Thomas Henry Butterfly Rainbow Peace är ett litet spädbarn på 1960-talet, glöms han av misstag kvar på en restaurang när föräldrarna är ute och firar hans födelse. När hans föräldrar märker att han är borta återvänder de till restaurangen enbart för att få reda på att han inte längre finns där. De går till polisstationen för att anmäla honom som försvunnen, men får reda på att ett upphittat barn har kommit in till stationen. Hans mor, hertiginnan Lucinda, bekräftar att det är hennes son.
Tommy Patel, som vuxit upp med i en indisk familj i förorten Southall, har aldrig tvivlat på sitt ursprung, trots att han är längre av någon annan i familjen, är ljushårig, är ljushyad, har blå ögon och inte tycker om curry. Från familjens kvartersbutik pendlar han in till staden, där han jobbar för familjen Bournemouth's fondkommissionär och har hand om affärer i mångmiljonklassen. När den amerikanske representanten Henry Bullock kommer till England, blir det Tommy's ansvar att visa honom runt i staden. Allt eftersom de lär känna varandra blir de vänner och deras vänskap stärks när Henry's far dör. En incident som avslöjar vem den femtonde duken av Bournemouth verkligen är.

## Om filmen
Filmen är bland annat inspelad i Lee International Studios i Surrey, och Longleat (Duke of Bournemouth's slott) och Warminster i Wiltshire, England.

## Rollista (i urval)
- Eric Idle - Tommy "Butterfly Rainbow Peace" Patel
- Rick Moranis - Henry Bullock
- Barbara Hershey - Hertiginna Lucinda
- Catherine Zeta-Jones - Kitty
- John Cleese - Raoul P. Shadgrind
- Sadie Frost - Angela
- Stratford Johns - Butler
- Brenda Bruce - Mrs. Bullock
- William Franklyn - Andrews
- Richard Huw - Brittle
- Charu Bala Chokshi - Mrs. Patel
- Jeremy Clyde - 14th Duke of Bournemouth
- Eric Sykes - dörrvakten Jobson